# الزيمة
الزيمة قرية سعودية، وموقع على طريق قوافل الحجيج قديماً وحديثاً. مر بها الرسول ﷺ في ذهابه للطائف. تتبع منطقة مكة المكرمة، وتقع في شمال شرق مكة المكرمة بمسافة 40 كم.

## التاريخ
الزيمة من أعمال مكة المكرمة، وعلى بعد مرحلة منها، بأسفل وادي نخلة، على طريق مكة الطائف القديم، تبعد عن مكة قرابة 40 كيلومترا، حيث تمتد على وادي نخلة من الشرق إلى الغرب بمسافة 10 كيلومترات تقريبا، وتتسع وتضيق شمالاً وجنوباً من 4 كيلومترات إلى كيلومترين تقريبًا، وهي منعطف بين امتداد جبال عدة يتجه سيله من الشرق إلى الغرب. تشير معلومات كتب التراث العربي إلى أن نشأتها تعود إلى العصر العباسي الأول. وقد اشتهرت الزيمة بمياهها العذبة ومروجها الخضراء وبساتينها الغناء. واسمها مأخوذ من كونها تشرب الماء من أرضها وفي أرضها وهذا المعنى من معاني الاكتفاء الذاتي. وكذلك اشتهرت بأنها كانت تتفرق منها الطرق القديمة بين مكة والطائف. وموقعها يعد مركزا تدور حوله مواقع القرى الزراعية الملتفة حولها وبعدها عن مكة المكرمة وجدة والطائف وأهميتها على طرق القوافل القديمة.
تعد الزيمة المرحلة الأولى من مكة على نظام القوافل القديمة عن طريق نخلة اليمانية، ونخلة اليمانية معروفة بأسفلها قرية الزيمة، وبأعلاها قرن المنازل.
يقول ابن دهيش: وأصل نخلة واد رأسه من البوباة (البهيتة اليوم) عند بلدة قرن المنازل (السيل الكبير) إلى قرية الزيمة. (تعليقة على كتاب أخبار مكة للفاكهي ـ عبد الملك بن دهيش - 5 / 98).
وفي معجم البلدان «الزيمة قرية بوادي نخلة من أرض مكة فيها يقول محمد بن إبراهيم بن قربة شاعر معاصر لياقوت». (معجم البلدان - ياقوت الحموي -3/165).
مرتعي من بلاد نخلة في الصيـ ف بأكناف سولة والزيمة
و«الزيمة موضع فيه بستان عبد الله بن عبيد الله الهاشمي، وكان في أيام المقتدر على غاية العمارة، وكان يغل خمسة آلاف دينار مثقال وفيه حصن للمقاتلة مبني بالصخر». (صفة جزيرة العرب – الهمداني - 131).

## في القواميس والمعاجم
- (الزيمة): بفتح الزاي وسكون الياء، وردت، اسماً ومعنى وموضعاً في المعاجم اللغوية ضمن مادة (زيم) منها:
- (زيم) الزيمة القطعة من الإبل أقلها البعيران والثلاثة وأكثرها الخمسة عشر ونحوها وتزيمت الإبل والدواب تفرقت فصارت زيما، ومررت بمنازل زيم أي متفرقة. (لسان العرب - ابن منظور - 12/279).
- (تزيمت) الإبل والدواب تفرقت فصارت زيما واللحم اشتد اكتنازه وامتلأ وانضم بعضه إلى بعض.
- (الزيمة) القطعة من الإبل أقلها اثنان أو ثلاثة وأكثرها خمسة عشر ونحوها (ج) زيم يقال ماشية زيم متفرقة وغارة زيم منتشرة. (المعجم الوسيط - ج2- 851).
- والزيمة: بنخلة اليمانية وبالكسر: قطعة من الإبل أقلها بعيران وثلاثة وأكثرها خمسة عشر ونحوها. وتزيم: تفرق واللحم: صار زيما زيما واشتد اكتنازه وانضم بعضه إلى بعض كأنه ضد. (القاموس المحيط – الفيروزآبادي - 1445).
- والزيمة: بنخلة اليمانية و (الزيمة) بالكسر قطعة من الإبل أقلها بعيران وثلاثة وأكثرها خمسة عشر ونحوها وتزيم الشيء (تفرق) فصار زيما، يقال تزيمت الإبل والدواب قال وأصبحت بعاشم وأعشما * تمنعها الكثرة أن تزيما (و) تزيم (اللحم صار زيما زيما) وأيضا (اشتد اكتنازه وانضم بعضه إلى بعض كأنه ضد والزيزم بكسر أوله وفتح ثالثه). (تاج العروس – الزبيدي - 7751).[4]

## مركز الزيمة

### المساحة
تبلغ مساحتها من الشرق إلى الغرب 70 كم تقريباً، ومن الشمال إلى الجنوب 50 كم تقريباً.

### التضاريس
جبال – وأودية.

### المناخ
مناخها حار صيفاً _ معتدل شتاء.

### التوزيع السكاني
ينقسم سكان الزيمة إلى أهل قرى وأهل بادية.

### البعد عن مقر إمارة المنطقة
تبعد الزيمة عن مقر الإمارة بمكة المكرمة بحوالي 40 كم في الشمال الشرقي.

### أهم المعالم
- عين الزيمة: التاريخية الشهيرة والمعروفة بغزارة مياهها سابقاً: من أهم المعالم التاريخية والموارد المائية في الزيمة عينها، وهي من أشهر العيون في وادي نخلة ووادي فاطمة، وانخفاض وارتفاع مستوى الماء الجوفي، يؤثر في انقطاع وعودة جريان العين على مر الأزمان. وتشكل آبار المياه الجوفية رافداً مهما للموارد المائية، وكذلك مياه الأمطار والسيول التي تستخدم للزراعة.
- قلعة حصن آل سعود: وهو عبارة عن مبان قديمة من الحجر والجس.
- مدرج وهو عبارة عن درب القوافل قديما.
- بركة أم السلم: تقع في سوله وهي عبارة عن بركة قديمة.
- أم الضميران: بسوله وبها بركة ومنشآت ومعمارية قديمة.
- المزارع والبساتين: هناك العديد من البساتين بعضها تسقى من العين والمياه الجوفية، والأخرى تسقى من السيول ومياه الأمطار، وتزرع فيها حالياً بعض الخضروات، وتنشط الزراعة فيها بازدياد الأمطار، وجريان السيول، وارتفاع منسوب المياه الجوفية فيها.
- الجبال والشعاب والأودية: بالزيمة سلسلة من الجبال الشاهقة التي تتخللها عدد من الأودية والشعاب تغطيها أشجار السلم والسمر والضهيان، ومعظم جبالها الوصول إليها شاق، وأعلى قمة فيها هي قمة جبل الإبرة ومسمياتها ابتداء من يمين الذاهب إلى الطائف على الطريق السريع حتى العودة لنقطة البداية.[3][4]
- قلعة الزيمة: تقع القلعة شمال شرق مكة المكرمة بعد 35كم على طريق مكة المكرمة - السيل فوق تل شاهق الارتفاع، ولم يتبقى منه سوى الأطلال، وبُنيت في عهد الخليفة العباسي المقتدر بالله (295-32هـ)وتعتبر القلعة من القلاع المستطيلة الشكل التي ضمت بداخلها العديد من الأعمدة والغرف.[5]

### خدمات عامة
مركز رعاية صحية أولية - مركز إداري ـ كهرباء عامة ـ مكتب بريد ـ خدمة بلدية ـ هاتف ـ بث تلفزيوني ـ مندوبية تعليم بنات.

### القرى التابعة لمركز الزيمة
الدحيل (الدحيلة) •الرتجه • قابل عيفان • الشعب الأحمر • حراض بني عمير • السلام (وجليل) • حاذه • الحفير (والحفيرة) • ساله (مسوله) • القوبعية (القرين) • الشجوة • العين • نبهان (الختيق) • أم الوشل • الشاطئ • النبعه • الدابره)

## وصلات خارجية
- موقع الزيمة